# Molophilus extensicornis
Molophilus extensicornis är en tvåvingeart som beskrevs av Alexander 1934. Molophilus extensicornis ingår i släktet Molophilus och familjen småharkrankar. Inga underarter finns listade i Catalogue of Life.